# Jezioro Wilczyńskie
Jezioro Wilczyńskie – jezioro w Polsce, położone w województwie wielkopolskim, w powiecie konińskim, w gminie Wilczyn, na terenie Pojezierza Żnińsko-Mogileńskiego.

## Charakterystyka
Przy jeziorze Wilczyńskim znajdują się ośrodki wypoczynkowe. Obecnie jego powierzchnia zmniejsza się systematycznie na skutek działalności kopalni węgla brunatnego i ujemnego bilansu wodnego na tym terenie.

## Dane morfometryczne
Powierzchnia zwierciadła wody według różnych źródeł wynosi od 173,8 ha przez 189,5 ha do 205,0 ha. Zwierciadło wody położone jest na wysokości 99,0 m n.p.m. Średnia głębokość jeziora wynosi 7,3 m lub 7,8 m, natomiast głębokość maksymalna 24,9 m lub 23,2 m.
W oparciu o badania przeprowadzone w 2006 roku wody jeziora zaliczono do II klasy czystości i II kategorii podatności na degradację, do tej samej klasy i kategorii zaliczono je również w 2001 roku; w 1990 i 1995 roku wody jeziora zaliczono do III klasy czystości.